# Haplochromis vittatus
Haplochromis vittatus là một loài cá thuộc họ Cichlidae. Nó là loài đặc hữu của Lake Kivu in East Africa.